# 2024 en sociologie
| Années de la sociologie : 2021 - 2022 - 2023 - 2024 - 2025 - 2026 - 2027    |
| Décennies de la sociologie : 1990 - 2000 - 2010 - 2020 - 2030 - 2040 - 2050 |

L'année 2024 a connu, dans le domaine de la sociologie, les faits suivants. 